# York-ház
A York-ház a Plantagenet-dinasztia egyik ága volt, amely a középkorban három királyt adott Angliának.

## Eredete

A Yorkok fehér rózsája

York hercegének címét II. Richárd adományozta nagybátyjának, Langley Edmundnak 1385-ben, így ő tekinthető a dinasztia alapítójának.
Halála után fia, Eduárd kapta meg a címet 1402-ben. Ő egyenes ági örökös nélkül halt meg 1415-ben Azincourt-i csatában. A York hercege címet 1425-ben Plantagenet Richárd, Cambridge grófja vette fel, aki apja és anyja (Anne de Mortimer) révén is III. Eduárd angol király leszármazottja volt.
Ebből következően Richárd igényt tartott a koronára, amelyet 1422. augusztus 31. óta a félkegyelmű, szintén a Plantagenet-dinasztiából eredő Lancaster-ház sarja, VI. Henrik viselt. A két rokon család vetélkedéséből alakult ki a később rózsák háborúja néven elhíresült polgárháború. Az összecsapás-sorozat a szemben álló felek jelképei közé tartozó rózsákról (Lancaster-ház: vörös, York-ház: fehér) kapta a nevét.

## York-házi királyok
A dinasztia első királya IV. Eduárd, Richárd fia lett, aki két alkalommal is uralkodott. Először 1461. március 4. és 1470. október 30. között, majd 1471. április 11. és 1483. április 9. között. 1470-ben a Lancaster-párt még el tudta távolítani, hogy ismét VI. Henriket ültesse a trónra, de sógora, Merész Károly burgundi herceg segítségével visszatért Angliába, és ismét megszerezte a koronát. Ezután a Lancaster-házat szinte teljesen kiirtotta.
IV. Eduárdot fia, a még gyermek V. Eduárd követte a trónon 1483. április 9-én. Őt nagybátyja, Richárd Gloucester hercege néhány hónap múlva testvérével, Richárd yorki herceggel együtt a londoni Towerbe záratta, és valószínűleg megölette, majd III. Richárd néven trónra lépett. Csak 1485. augusztus 22-éig uralkodott, ekkor ugyanis életét vesztette a Bosworth-i csatában. Őt több York-házi király nem követte.

## A rózsák egyesülése
A fehér és a vörös rózsa, vagyis a York- és a Lancaster-ház VII. Henrik trónra lépésével egyesült. Ekkor záródott le végképp a két nagy család szembenállása.

## Családfa
|  |  |                                 |                                 |                                 |                                 |                                     |                                     |                                     |                                     |                                              |                                     |                                   |                                   |                                   |                                   |                                 |                                 |                                            |                                 | III. Eduárd Anglia királya 1312-1377 |  |                                               |                                               |                                                |                                                |                                                |                                                |                                                |                                                |                                           |                                           |                                           |                                           |                                           |                                           |                                        |                                        |  |  |  |  |  |  |  |  |  |  |  |  |  |  |  |  |  |  |  |  |  |  |  |  |
|  |  |                                 |                                 |                                 |                                 |                                     |                                     |                                     |                                     |                                              |                                     |                                   |                                   |                                   |                                   |                                 |                                 |                                            |                                 |                                      |  |                                               |                                               |                                                |                                                |                                                |                                                |                                                |                                                |                                           |                                           |                                           |                                           |                                           |                                           |                                        |                                        |  |  |  |  |  |  |  |  |  |  |  |  |  |  |  |  |  |  |  |  |  |  |  |  |
|  |  |                                 |                                 |                                 |                                 |                                     |                                     |                                     |                                     |                                              |                                     |                                   |                                   |                                   |                                   |                                 |                                 |                                            |                                 |                                      |  |                                               |                                               |                                                |                                                |                                                |                                                |                                                |                                                |                                           |                                           |                                           |                                           |                                           |                                           |                                        |                                        |  |  |  |  |  |  |  |  |  |  |  |  |  |  |  |  |  |  |  |  |  |  |  |  |
|  |  |                                 |                                 |                                 |                                 |                                     |                                     |                                     |                                     | Antwerpeni Lionel Clarence hercege 1338–1368 |                                     |                                   |                                   |                                   |                                   |                                 |                                 |                                            |                                 |                                      |  |                                               |                                               |                                                |                                                |                                                |                                                |                                                |                                                |                                           |                                           |                                           |                                           |                                           |                                           |                                        |                                        |  |  |  |  |  |  |  |  |  |  |  |  |  |  |  |  |  |  |  |  |  |  |  |  |
|  |  |                                 |                                 |                                 |                                 |                                     |                                     |                                     |                                     |                                              |                                     |                                   |                                   |                                   |                                   |                                 |                                 |                                            |                                 |                                      |  |                                               |                                               |                                                |                                                |                                                |                                                |                                                |                                                |                                           |                                           |                                           |                                           |                                           |                                           |                                        |                                        |  |  |  |  |  |  |  |  |  |  |  |  |  |  |  |  |  |  |  |  |  |  |  |  |
|  |  |                                 |                                 |                                 |                                 |                                     |                                     |                                     |                                     | Filippa Ulster grófnője 1355-1382            | Filippa Ulster grófnője 1355-1382   | Filippa Ulster grófnője 1355-1382 | Filippa Ulster grófnője 1355-1382 | Filippa Ulster grófnője 1355-1382 | Filippa Ulster grófnője 1355-1382 |                                 |                                 |                                            |                                 |                                      |  |                                               |                                               |                                                |                                                |                                                |                                                | Langley Edmund Yorki herceg 1341-1402          | Langley Edmund Yorki herceg 1341-1402          | Langley Edmund Yorki herceg 1341-1402     | Langley Edmund Yorki herceg 1341-1402     | Langley Edmund Yorki herceg 1341-1402     | Langley Edmund Yorki herceg 1341-1402     |                                           |                                           |                                        |                                        |  |  |  |  |  |  |  |  |  |  |  |  |  |  |  |  |  |  |  |  |  |  |  |  |
|  |  |                                 |                                 |                                 |                                 |                                     |                                     |                                     |                                     | Filippa Ulster grófnője 1355-1382            | Filippa Ulster grófnője 1355-1382   | Filippa Ulster grófnője 1355-1382 | Filippa Ulster grófnője 1355-1382 | Filippa Ulster grófnője 1355-1382 | Filippa Ulster grófnője 1355-1382 |                                 |                                 |                                            |                                 |                                      |  |                                               |                                               |                                                |                                                |                                                |                                                | Langley Edmund Yorki herceg 1341-1402          | Langley Edmund Yorki herceg 1341-1402          | Langley Edmund Yorki herceg 1341-1402     | Langley Edmund Yorki herceg 1341-1402     | Langley Edmund Yorki herceg 1341-1402     | Langley Edmund Yorki herceg 1341-1402     |                                           |                                           |                                        |                                        |  |  |  |  |  |  |  |  |  |  |  |  |  |  |  |  |  |  |  |  |  |  |  |  |
|  |  |                                 |                                 |                                 |                                 |                                     |                                     |                                     |                                     | Roger Mortimer March grófja 1374-1398        |                                     |                                   |                                   |                                   |                                   |                                 |                                 |                                            |                                 |                                      |  |                                               |                                               |                                                |                                                |                                                |                                                |                                                |                                                |                                           |                                           |                                           |                                           |                                           |                                           |                                        |                                        |  |  |  |  |  |  |  |  |  |  |  |  |  |  |  |  |  |  |  |  |  |  |  |  |
|  |  |                                 |                                 |                                 |                                 |                                     |                                     |                                     |                                     |                                              |                                     |                                   |                                   |                                   |                                   |                                 |                                 |                                            |                                 |                                      |  |                                               |                                               |                                                |                                                |                                                |                                                |                                                |                                                |                                           |                                           |                                           |                                           |                                           |                                           |                                        |                                        |  |  |  |  |  |  |  |  |  |  |  |  |  |  |  |  |  |  |  |  |  |  |  |  |
|  |  |                                 |                                 |                                 |                                 |                                     |                                     |                                     |                                     |                                              |                                     |                                   |                                   |                                   |                                   |                                 |                                 |                                            |                                 |                                      |  |                                               |                                               |                                                |                                                |                                                |                                                |                                                |                                                |                                           |                                           |                                           |                                           |                                           |                                           |                                        |                                        |  |  |  |  |  |  |  |  |  |  |  |  |  |  |  |  |  |  |  |  |  |  |  |  |
|  |  |                                 |                                 |                                 |                                 |                                     |                                     |                                     |                                     | Anne de Mortimer 1390-1411                   | Anne de Mortimer 1390-1411          | Anne de Mortimer 1390-1411        | Anne de Mortimer 1390-1411        | Anne de Mortimer 1390-1411        | Anne de Mortimer 1390-1411        |                                 |                                 |                                            |                                 |                                      |  |                                               |                                               | Conisburghi Richárd Cambridge grófja 1375-1415 | Conisburghi Richárd Cambridge grófja 1375-1415 | Conisburghi Richárd Cambridge grófja 1375-1415 | Conisburghi Richárd Cambridge grófja 1375-1415 | Conisburghi Richárd Cambridge grófja 1375-1415 | Conisburghi Richárd Cambridge grófja 1375-1415 |                                           |                                           | Norwichi Eduárd Yorki herceg 1373-1415    | Norwichi Eduárd Yorki herceg 1373-1415    | Norwichi Eduárd Yorki herceg 1373-1415    | Norwichi Eduárd Yorki herceg 1373-1415    | Norwichi Eduárd Yorki herceg 1373-1415 | Norwichi Eduárd Yorki herceg 1373-1415 |  |  |  |  |  |  |  |  |  |  |  |  |  |  |  |  |  |  |  |  |  |  |  |  |
|  |  |                                 |                                 |                                 |                                 |                                     |                                     |                                     |                                     | Anne de Mortimer 1390-1411                   | Anne de Mortimer 1390-1411          | Anne de Mortimer 1390-1411        | Anne de Mortimer 1390-1411        | Anne de Mortimer 1390-1411        | Anne de Mortimer 1390-1411        |                                 |                                 |                                            |                                 |                                      |  |                                               |                                               | Conisburghi Richárd Cambridge grófja 1375-1415 | Conisburghi Richárd Cambridge grófja 1375-1415 | Conisburghi Richárd Cambridge grófja 1375-1415 | Conisburghi Richárd Cambridge grófja 1375-1415 | Conisburghi Richárd Cambridge grófja 1375-1415 | Conisburghi Richárd Cambridge grófja 1375-1415 |                                           |                                           | Norwichi Eduárd Yorki herceg 1373-1415    | Norwichi Eduárd Yorki herceg 1373-1415    | Norwichi Eduárd Yorki herceg 1373-1415    | Norwichi Eduárd Yorki herceg 1373-1415    | Norwichi Eduárd Yorki herceg 1373-1415 | Norwichi Eduárd Yorki herceg 1373-1415 |  |  |  |  |  |  |  |  |  |  |  |  |  |  |  |  |  |  |  |  |  |  |  |  |
|  |  |                                 |                                 |                                 |                                 |                                     |                                     |                                     |                                     |                                              |                                     |                                   |                                   |                                   |                                   |                                 |                                 |                                            |                                 |                                      |  |                                               |                                               |                                                |                                                |                                                |                                                |                                                |                                                |                                           |                                           |                                           |                                           |                                           |                                           |                                        |                                        |  |  |  |  |  |  |  |  |  |  |  |  |  |  |  |  |  |  |  |  |  |  |  |  |
|  |  |                                 |                                 |                                 |                                 |                                     |                                     |                                     |                                     |                                              |                                     |                                   |                                   |                                   |                                   |                                 |                                 | Plantagenet Richárd Yorki herceg 1411-1460 |                                 |                                      |  |                                               |                                               |                                                |                                                |                                                |                                                |                                                |                                                |                                           |                                           |                                           |                                           |                                           |                                           |                                        |                                        |  |  |  |  |  |  |  |  |  |  |  |  |  |  |  |  |  |  |  |  |  |  |  |  |
|  |  |                                 |                                 |                                 |                                 |                                     |                                     |                                     |                                     |                                              |                                     |                                   |                                   |                                   |                                   |                                 |                                 |                                            |                                 |                                      |  |                                               |                                               |                                                |                                                |                                                |                                                |                                                |                                                |                                           |                                           |                                           |                                           |                                           |                                           |                                        |                                        |  |  |  |  |  |  |  |  |  |  |  |  |  |  |  |  |  |  |  |  |  |  |  |  |
|  |  |                                 |                                 |                                 |                                 |                                     |                                     |                                     |                                     |                                              |                                     |                                   |                                   |                                   |                                   |                                 |                                 |                                            |                                 |                                      |  |                                               |                                               |                                                |                                                |                                                |                                                |                                                |                                                |                                           |                                           |                                           |                                           |                                           |                                           |                                        |                                        |  |  |  |  |  |  |  |  |  |  |  |  |  |  |  |  |  |  |  |  |  |  |  |  |
|  |  |                                 |                                 |                                 |                                 | IV. Eduárd Anglia királya 1442-1483 | IV. Eduárd Anglia királya 1442-1483 | IV. Eduárd Anglia királya 1442-1483 | IV. Eduárd Anglia királya 1442-1483 | IV. Eduárd Anglia királya 1442-1483          | IV. Eduárd Anglia királya 1442-1483 |                                   |                                   | Edmund Rutland grófja 1443-1460   | Edmund Rutland grófja 1443-1460   | Edmund Rutland grófja 1443-1460 | Edmund Rutland grófja 1443-1460 | Edmund Rutland grófja 1443-1460            | Edmund Rutland grófja 1443-1460 |                                      |  | Plantagenet György Clarence hercege 1449-1478 | Plantagenet György Clarence hercege 1449-1478 | Plantagenet György Clarence hercege 1449-1478  | Plantagenet György Clarence hercege 1449-1478  | Plantagenet György Clarence hercege 1449-1478  | Plantagenet György Clarence hercege 1449-1478  |                                                |                                                | III. Richárd Anglia királya 1452-1485     | III. Richárd Anglia királya 1452-1485     | III. Richárd Anglia királya 1452-1485     | III. Richárd Anglia királya 1452-1485     | III. Richárd Anglia királya 1452-1485     | III. Richárd Anglia királya 1452-1485     |                                        |                                        |  |  |  |  |  |  |  |  |  |  |  |  |  |  |  |  |  |  |  |  |  |  |  |  |
|  |  |                                 |                                 |                                 |                                 | IV. Eduárd Anglia királya 1442-1483 | IV. Eduárd Anglia királya 1442-1483 | IV. Eduárd Anglia királya 1442-1483 | IV. Eduárd Anglia királya 1442-1483 | IV. Eduárd Anglia királya 1442-1483          | IV. Eduárd Anglia királya 1442-1483 |                                   |                                   | Edmund Rutland grófja 1443-1460   | Edmund Rutland grófja 1443-1460   | Edmund Rutland grófja 1443-1460 | Edmund Rutland grófja 1443-1460 | Edmund Rutland grófja 1443-1460            | Edmund Rutland grófja 1443-1460 |                                      |  | Plantagenet György Clarence hercege 1449-1478 | Plantagenet György Clarence hercege 1449-1478 | Plantagenet György Clarence hercege 1449-1478  | Plantagenet György Clarence hercege 1449-1478  | Plantagenet György Clarence hercege 1449-1478  | Plantagenet György Clarence hercege 1449-1478  |                                                |                                                | III. Richárd Anglia királya 1452-1485     | III. Richárd Anglia királya 1452-1485     | III. Richárd Anglia királya 1452-1485     | III. Richárd Anglia királya 1452-1485     | III. Richárd Anglia királya 1452-1485     | III. Richárd Anglia királya 1452-1485     |                                        |                                        |  |  |  |  |  |  |  |  |  |  |  |  |  |  |  |  |  |  |  |  |  |  |  |  |
|  |  |                                 |                                 |                                 |                                 |                                     |                                     |                                     |                                     |                                              |                                     |                                   |                                   |                                   |                                   |                                 |                                 |                                            |                                 |                                      |  |                                               |                                               |                                                |                                                |                                                |                                                |                                                |                                                |                                           |                                           |                                           |                                           |                                           |                                           |                                        |                                        |  |  |  |  |  |  |  |  |  |  |  |  |  |  |  |  |  |  |  |  |  |  |  |  |
|  |  | V. Eduárd Anglia királya 1470-? | V. Eduárd Anglia királya 1470-? | V. Eduárd Anglia királya 1470-? | V. Eduárd Anglia királya 1470-? | V. Eduárd Anglia királya 1470-?     | V. Eduárd Anglia királya 1470-?     |                                     |                                     | Richárd Yorki herceg 1473-?                  | Richárd Yorki herceg 1473-?         | Richárd Yorki herceg 1473-?       | Richárd Yorki herceg 1473-?       | Richárd Yorki herceg 1473-?       | Richárd Yorki herceg 1473-?       |                                 |                                 |                                            |                                 |                                      |  | Plantagenet Eduárd Warwick grófja 1475-1499   | Plantagenet Eduárd Warwick grófja 1475-1499   | Plantagenet Eduárd Warwick grófja 1475-1499    | Plantagenet Eduárd Warwick grófja 1475-1499    | Plantagenet Eduárd Warwick grófja 1475-1499    | Plantagenet Eduárd Warwick grófja 1475-1499    |                                                |                                                | Middlehami Eduárd Walesi herceg 1473-1484 | Middlehami Eduárd Walesi herceg 1473-1484 | Middlehami Eduárd Walesi herceg 1473-1484 | Middlehami Eduárd Walesi herceg 1473-1484 | Middlehami Eduárd Walesi herceg 1473-1484 | Middlehami Eduárd Walesi herceg 1473-1484 |                                        |                                        |  |  |  |  |  |  |  |  |  |  |  |  |  |  |  |  |  |  |  |  |  |  |  |  |

| A Plantagenêt-, Lancaster- és York-ház férfi tagjainak családfája |
| --- |
| A Plantagenêt-, Lancaster- és York-ház férfi tagjai, férfi leszármazási vonala, legális, nem-morganatikus tagjai, akik nemesi címet viseltek. Jelmagyarázat: Anglia uralkodója: fett további személy csak a családfa érthetősége érdekében feltüntetett, nem a ház tagja ♥ a családfán két távoli személy házas kapcsolata ∞ a házasság, ∞¹ ∞² ∞³ az index jelzi, hanyadik házasság ¹ ² ³ hanyadik házasságból származik az adott személy Plantagenêt családfa - II. Henrik angol király, 1133–1189 A Plantagenêt-ház alapítója. - Henrik angol királyi herceg, 1155–1183 - I. Richárd angol király, 1157–1199 - II. Gottfried Bretagne hercege, 1158–1186 - I. Arthur, Bretagne hercege, 1187–1203 - János angol király, 1167–1216 - III. Henrik angol király, 1207–1272 - I. Eduárd angol király, 1239–1307 - II. Eduárd angol király, 1284–1327 - III. Eduárd angol király, 1312–1377 - Eduárd walesi herceg, 1330–1376 - II. Richárd angol király, 1367–1400 - Lionel of Antwerp, Duke of Clarence, 1338–1368 - Genti János Lancaster 1. hercege, 1340–1399 Az második Lancaster-ház alapítója. ∞¹ Blanche of Lancaster (1342–1368) ♥ - IV. Henrik angol király, 1366–1413 - V. Henrik angol király, 1386–1422 - VI. Henrik angol király, 1421–1471 - Lancasteri Eduárd walesi herceg, 1453–1471 - Thomas of Lancaster, Clarence 1. hercege, 1387–1421 - John, Bedford 1. hercege, 1389–1435 - Humphrey of Lancaster, Gloucester 1. hercege, 1390–1447 - John Beaufort (~1373–1410), Somerset 1. grófja - John Beaufort (1404–1444), Somerset 1. hercege - Margit Beaufort ∞ Edmund Tudor (~1430–1456), Richmond 1. grófja - VII. Henrik angol király (1457–1509) A Tudor-ház alapítója. - Edmund of Langley York 1. hercege, 1341–1402 A York-ház alapítója. - Edward of Norwich, York 2. hercege, 1373–1415 - Richard of Conisburgh, Cambridge 3. grófja, 1375–1415 - Richard Plantagenet York 3. hercege, 1411–1460 - IV. Eduárd angol király, 1442–1483 - V. Eduárd angol király, 1470–? - Richard of Shrewsbury York 1. hercege, 1473–? - Edmund, Rutland grófja, 1443–1460 - George Plantagenet Clarence 1. hercege, 1449–1478 - Edward Plantagenet, Warwick 17. grófja, 1475–1499, , az utolsó törvényes férfi-ági Plantagenet - III. Richárd angol király, 1452–1485 - Thomas of Woodstock, Gloucester 1. hercege, 1355–1397 - Humphrey, Buckingham 2. grófja, 1381–1399 - John of Eltham Cornwall grófja, 1316–1336 - Thomas of Brotherton Norfolk 1. grófja, 1300–1338 - Edward of Norfolk, 1313-1334 - Edmund of Woodstock, Kent 1. grófja, 1301–1330 - Edmund, Kent 2. grófja, 1326-1331 - John, Kent 3. grófja, 1330–1352 - Edmund Crouchback, Lancaster 1. grófja, 1245–1296 Az első Lancaster-ház alapítója. - Thomas Plantagenet, Lancaster 2. grófja, 1278–1322 - Henry Plantagenet, Lancaster 3. grófja, 1281–1345 - Henry of Grosmont Lancaster 1. hercege, 1310–1361 - Blanche of Lancaster (1342–1368) ∞ Genti János ♥ - John of Beaufort, Lord of Beaufort, 1286–1317 - Richárd Cornwall 1. grófja, 1209–1272 - Henry of Almain, 1235–1271 - Edmund, Cornwall 2. grófja, 1249–1300 |